# Gaston Achille
Gaston Achille (Parigi, 22 maggio 1876 – Saint-Germain-en-Laye, 10 agosto 1911) è stato uno schermidore francese.
Partecipò ai Giochi della II Olimpiade di Parigi nella gara di spada individuale, dove fu eliminato al primo turno.